# Liste des cités de Colombie-Britannique
Une cité en Colombie-Britannique est une classification des municipalités utilisée dans la province canadienne de la Colombie-Britannique. Une communauté peut être incorporée en tant que cité par lettres patentes du lieutenant-gouverneur en conseil sous la recommandation du ministre des Communautés, des Sports et du Développement culturel si sa population dépasse 5 000 habitants et si plus de 50 % des résidents touchés votent en faveur de l'incorporation proposée.
La Colombie-Britannique possède 51 cités d'une population cumulée de 3 002 154 habitants et d'en moyenne 60 043 habitants par cité selon le recensement de 2011. La cité la plus peuplée de la Colombie-Britannique est Vancouver tandis que la moins peuplée est Greenwood, avec respectivement 603 502 et 708 habitants.
La première communauté incorporée en tant que cité est New Westminster, le 16 juillet 1860, tandis que la plus récente est West Kelowna, qui fut rebaptisée en cité à partir d'une municipalité de district le 26 juin 2015.

## Liste

Cités notables
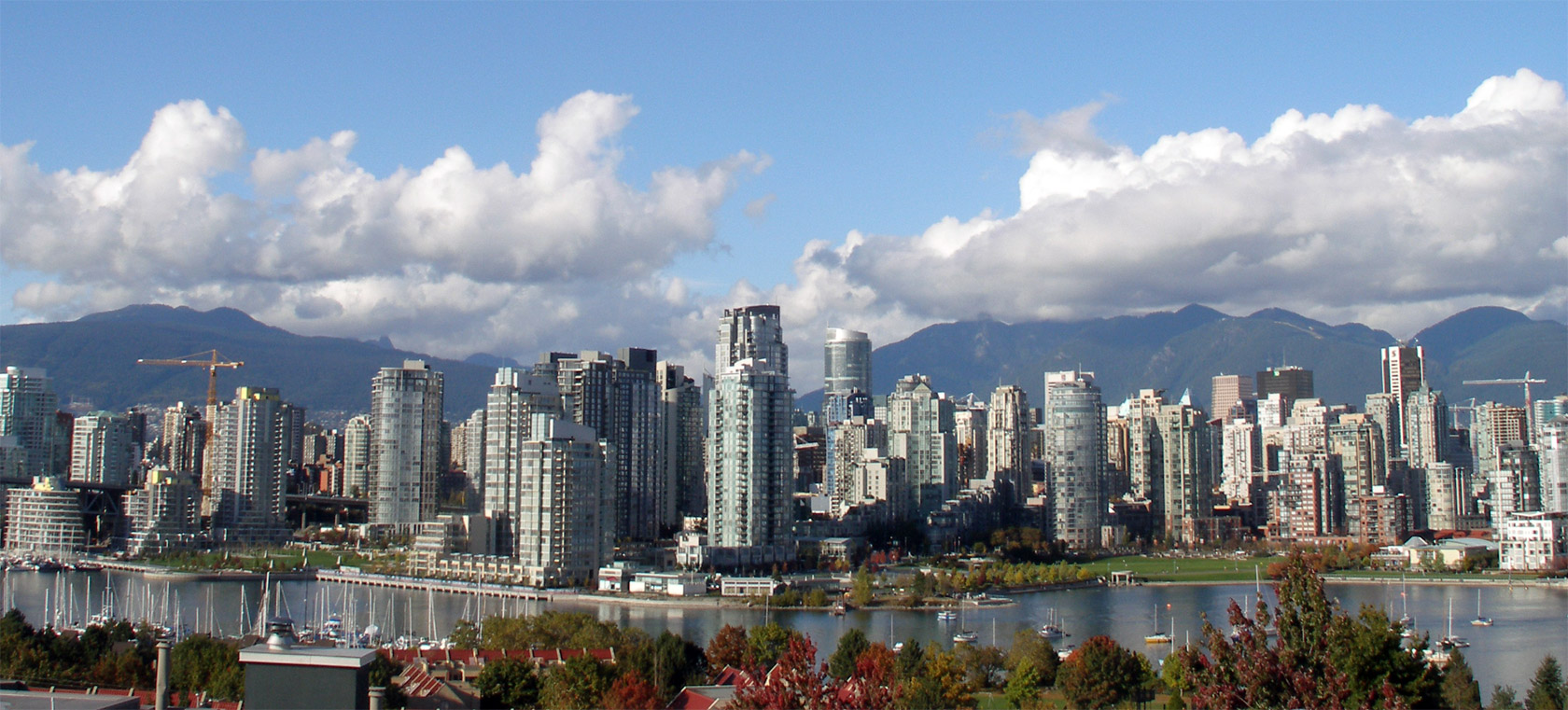
Vancouver est la plus grande cité de la Colombie-Britannique.
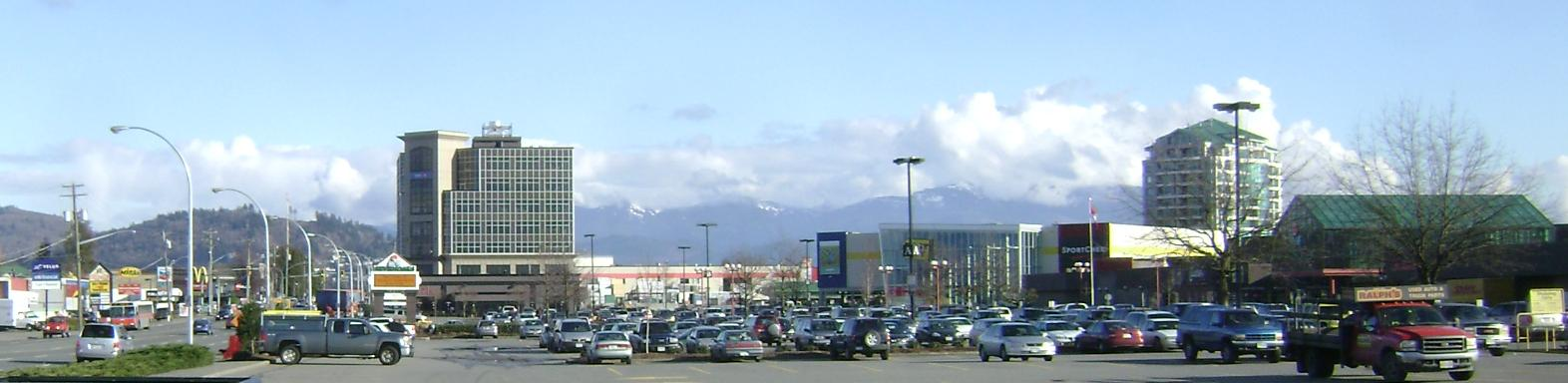
Centre-ville d'Abbotsford, la cité la plus récente.
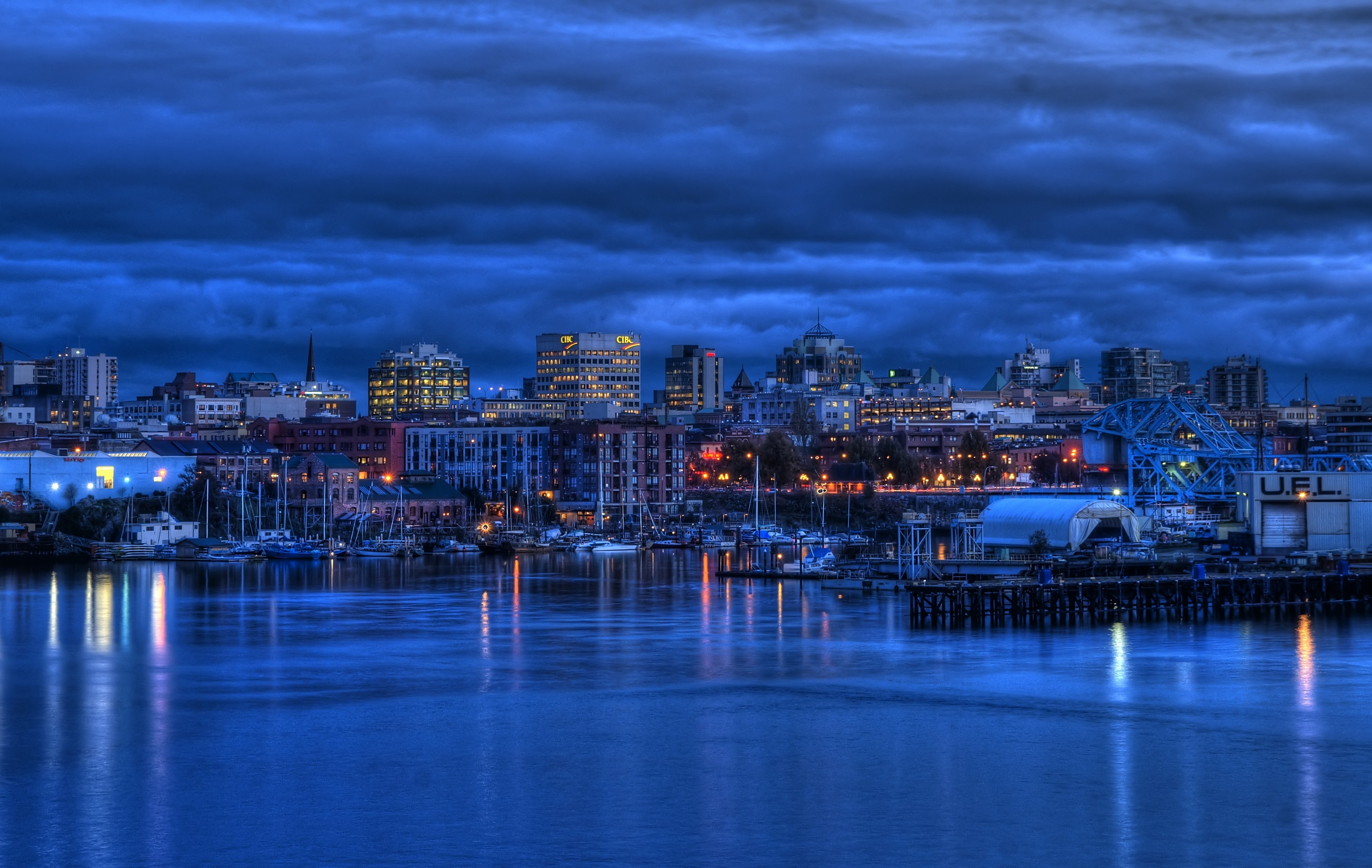
Centre-ville de Victoria, capitale de la province.

| Nom             | Nom de corporation                              | District régional      | Date d'incorporation | Population (2011) | Population (2006) | Variation (%) | Superficie (km²) | Densité de population |
| --------------- | ----------------------------------------------- | ---------------------- | -------------------- | ----------------- | ----------------- | ------------- | ---------------- | --------------------- |
| Abbotsford      | Abbotsford, City of                             | Fraser Valley          | 12 décembre 1995     | 133 497           | 124 258           | 7,4           | 375,55           | 355,5                 |
| Armstrong       | Armstrong, City of                              | North Okanagan         | 31 mars 1913         | 4 815             | 4 241             | 13,5          | 5,19             | 928,0                 |
| Burnaby         | Burnaby, City of                                | Greater Vancouver      | 22 septembre 1892    | 223 218           | 202 799           | 10,1          | 90,61            | 2 463,5               |
| Campbell River  | Campbell River, City of                         | Strathcona             | 24 juin 1947         | 31 186            | 29 572            | 5,5           | 143,12           | 217,9                 |
| Castlegar       | Castlegar, City of                              | Central Kootenay       | 1er janvier 1974     | 7 816             | 7 259             | 7,7           | 19,58            | 399,3                 |
| Chilliwack      | Chilliwack, City of                             | Fraser Valley          | 28 avril 1873        | 77 936            | 69 217            | 12,6          | 261,50           | 298,0                 |
| Colwood         | Colwood, City of                                | Capitale               | 24 juin 1985         | 16 093            | 14 687            | 9,6           | 17,66            | 911,2                 |
| Coquitlam       | Coquitlam, City of                              | Greater Vancouver      | 25 juin 1891         | 126 840           | 114 565           | 10,7          | 122,30           | 1 037,1               |
| Courtenay       | Courtenay, The Corporation of the City of       | Comox Valley           | 1er janvier 1915     | 24 099            | 22 021            | 9,4           | 29,38            | 820,2                 |
| Cranbrook       | Cranbrook, The Corporation of the City of       | East Kootenay          | 1er novembre 1905    | 19 319            | 18 329            | 5,4           | 31,95            | 604,7                 |
| Dawson Creek    | Dawson Creek, The Corporation of the City of    | Peace River            | 26 mai 1936          | 11 583            | 10 994            | 5,4           | 24,37            | 475,4                 |
| Duncan          | Duncan, The Corporation of the City of          | Cowichan Valley        | 4 mars 1912          | 4 932             | 4 986             | −1,1          | 2,07             | 2 381,7               |
| Enderby         | Enderby, The Corporation of the City of         | North Okanagan         | 1er mars 1905        | 2 932             | 2 828             | 3,7           | 4,26             | 687,7                 |
| Fernie          | Fernie, The Corporation of the City of          | East Kootenay          | 28 juin 1904         | 4 448             | 4 217             | 5,5           | 14,83            | 299,8                 |
| Fort St. John   | Fort St. John, City of                          | Peace River            | 21 décembre 1947     | 18 609            | 17 402            | 6,9           | 22,69            | 820,2                 |
| Grand Forks     | Grand Forks, The Corporation of the City of     | Kootenay Boundary      | 15 avril 1897        | 3 985             | 4 036             | −1,3          | 10,43            | 382,0                 |
| Greenwood       | Greenwood, The Corporation of the City of       | Kootenay Boundary      | 12 juin 1897         | 708               | 625               | 13,3          | 2,42             | 292,7                 |
| Kamloops        | Kamloops, City of                               | Thompson-Nicola        | 17 octobre 1967      | 85 678            | 80 376            | 6,6           | 299,23           | 286,3                 |
| Kelowna         | Kelowna, City of                                | Central Okanagan       | 4 mai 1905           | 117 312           | 107 035           | 9,6           | 211,82           | 553,8                 |
| Kimberley       | Kimberley, City of                              | East Kootenay          | 29 mars 1944         | 6 652             | 6 139             | 8,4           | 60,62            | 109,7                 |
| Langford        | Langford, City of                               | Capitale               | 8 décembre 1992      | 29 228            | 22 459            | 30,1          | 39,94            | 731,9                 |
| Langley         | Langley, City of                                | Greater Vancouver      | 15 mars 1955         | 25 081            | 23 606            | 6,2           | 10,22            | 2 454,6               |
| Maple Ridge     | Maple Ridge, City of                            | Greater Vancouver      | 12 septembre 2014    | 76 052            | 68 949            | 10,3          | 266,78           | 285,1                 |
| Merritt         | Merritt, City of                                | Thompson-Nicola        | 1 avril 1911         | 7 113             | 6 998             | 1,6           | 24,82            | 286,6                 |
| Nanaimo         | Nanaimo, City of                                | Nanaimo                | 24 décembre 1874     | 83 810            | 78 692            | 6,5           | 91,30            | 918,0                 |
| Nelson          | Nelson, The Corporation of the City of          | Central Kootenay       | 18 mars 1897         | 10 230            | 9 258             | 10,5          | 11,93            | 857,7                 |
| New Westminster | New Westminster, The Corporation of the City of | Greater Vancouver      | 16 juin 1860         | 65 976            | 58 549            | 12,7          | 15,63            | 4 222,2               |
| North Vancouver | North Vancouver, The Corporation of the City of | Greater Vancouver      | 10 août 1891         | 48 196            | 45 165            | 6,7           | 11,83            | 4 073,8               |
| Parksville      | Parksville, City of                             | Nanaimo                | 19 juin 1945         | 11 977            | 10 993            | 9,0           | 14,44            | 829,6                 |
| Penticton       | Penticton, The Corporation of the City of       | Okanagan-Similkameen   | 1er janvier 1909     | 32 877            | 31 909            | 3,0           | 42,10            | 780,9                 |
| Pitt Meadows    | Pitt Meadows, City of                           | Greater Vancouver      | 25 avril 1914        | 17 736            | 15 623            | 13,5          | 86,51            | 205,0                 |
| Port Alberni    | Port Alberni, City of                           | Alberni-Clayoquot      | 28 octobre 1967      | 17 743            | 17 548            | 1,1           | 19,76            | 897,9                 |
| Port Coquitlam  | Port Coquitlam, The Corporation of the City of  | Greater Vancouver      | 7 mars 1913          | 55 958            | 52 687            | 6,2           | 29,17            | 1 918,3               |
| Port Moody      | Port Moody, City of                             | Greater Vancouver      | 11 mars 1913         | 32 975            | 27 512            | 19,9          | 25,89            | 1 273,8               |
| Powell River    | Powell River, The Corporation of the City of    | Powell River           | 15 octobre 1955      | 13 165            | 12 957            | 1,6           | 28,91            | 455,3                 |
| Prince George   | Prince George, City of                          | Fraser-Fort George     | 6 mars 1915          | 71 974            | 70 981            | 1,4           | 318,26           | 226,1                 |
| Prince Rupert   | Prince Rupert, City of                          | Skeena-Queen Charlotte | 10 mars 1910         | 12 508            | 12 815            | −2,4          | 54,93            | 227,7                 |
| Quesnel         | Quesnel, City of                                | Cariboo                | 21 mars 1928         | 10 007            | 9 326             | 7,3           | 35,38            | 282,8                 |
| Revelstoke      | Revelstoke, City of                             | Columbia Shuswap       | 1er mars 1899        | 7 139             | 7 230             | −1,3          | 40,76            | 175,1                 |
| Richmond        | Richmond, City of                               | Greater Vancouver      | 10 novembre 1879     | 190 473           | 174 461           | 9,2           | 129,27           | 1 473,5               |
| Rossland        | Rossland, The Corporation of the City of        | Kootenay Boundary      | 18 mars 1897         | 3 556             | 3 278             | 8,5           | 59,79            | 59,5                  |
| Salmon Arm      | Salmon Arm, City of                             | Columbia Shuswap       | 15 mai 1905          | 17 464            | 16 012            | 9,1           | 155,28           | 112,5                 |
| Surrey          | Surrey, City of                                 | Greater Vancouver      | 10 novembre 1879     | 468 251           | 394 976           | 18,6          | 316,41           | 1 479,9               |
| Terrace         | Terrace, City of                                | Kitimat-Stikine        | 31 décembre 1927     | 11 486            | 11 320            | 1,5           | 57,36            | 200,3                 |
| Trail           | Trail, City of                                  | Kootenay Boundary      | 14 juin 1901         | 7 681             | 7 237             | 6,1           | 34,93            | 219,9                 |
| Vancouver       | Vancouver, City of                              | Greater Vancouver      | 6 avril 1886         | 603 502           | 578 041           | 4,4           | 114,97           | 5 249,1               |
| Vernon          | Vernon, The Corporation of the City of          | North Okanagan         | 30 décembre 1892     | 38 150            | 35 979            | 6,0           | 95,76            | 398,4                 |
| Victoria        | Victoria, The Corporation of the City of        | Capitale               | 2 août 1862          | 80 017            | 78 057            | 2,5           | 19,47            | 4 109,4               |
| West Kelowna    | West Kelowna, City of                           | Central Okanagan       | 26 juin 2015         | 30 892            | 27 214            | 13,5          | 123,51           | 250,1                 |
| White Rock      | White Rock, The Corporation of the City of      | Greater Vancouver      | 15 avril 1957        | 19 339            | 18 755            | 3,1           | 5,13             | 3 773,5               |
| Williams Lake   | Williams Lake, City of                          | Cariboo                | 15 mars 1929         | 10 832            | 10 744            | 0,8           | 33,13            | 327,0                 |
| Total cités     | —                                               | —                      | —                    | 3 002 154         | 2 757 703         | 8,9           | 3 939,64         | 762,0                 |

## Anciennes cités
Sandon (en) posséda le statut de cité de 1898 à 1920. Phoenix (en) l'eut entre 1900 et 1919.

## Admissibilité au statut de cité
Selon le recensement de 2011, sept communautés de Colombie-Britannique comptent plus de 5 000 habitants, une des critères pour devenir une cité. Il s'agit de Comox, Creston, Ladysmith, Qualicum Beach, Sidney, Smithers et View Royal. Vingt municipalités de district remplissent aussi ce critère.